# 伝えたい事がこんなあるのに
「伝えたい事がこんなあるのに」（つたえたいことがこんなあるのに）は、日本の音楽グループINFINITY16の7枚目のシングルである。2009年8月26日発売。発売元はFar Eastern Tribe Records。

## 収録曲
1. 伝えたい事がこんなあるのに welcomez 若旦那 from 湘南乃風 & JAY'ED
作詞・作曲：INFINITY16・若旦那・ JAY'ED、編曲：橘井健一
2. Sexy Chocolate / Natural Radio Station
作詞：Natural Radio Station、作曲・編曲：INFINITY16
3. 伝えたい事がこんなあるのに [inst]
4. Sexy Chocolate  [inst]

| スタブアイコン | サブスタブ | この項目は、まだ閲覧者の調べものの参照としては役立たない、シングルに関連した書きかけの項目です。この項目を加筆・訂正などしてくださる協力者を求めています（P:音楽/PJ:楽曲）。 |